# ان‌جی‌سی ۸۳

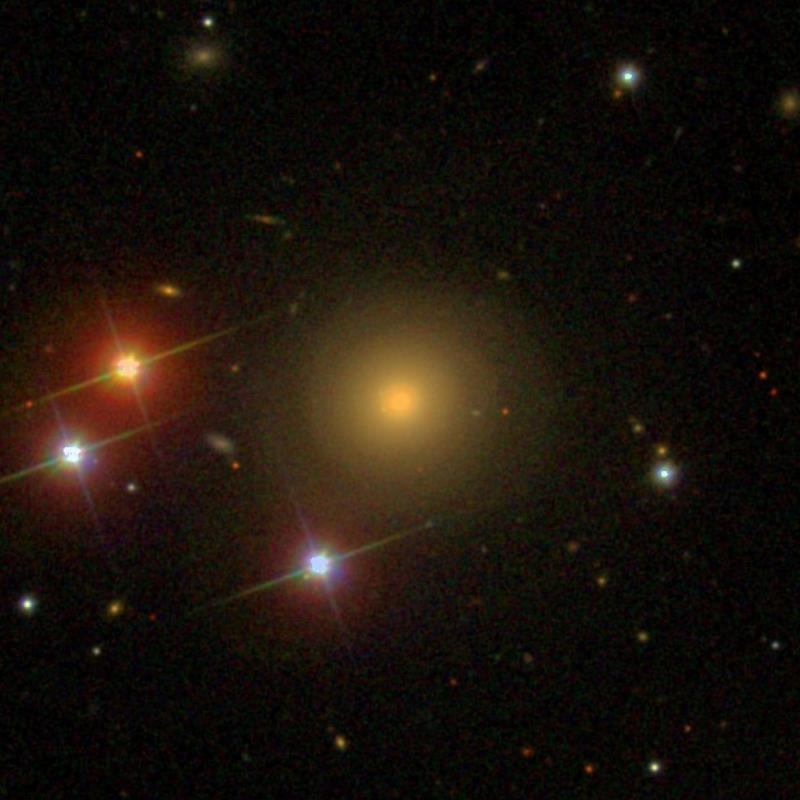
ان‌جی‌سی ۸۳

ان‌جی‌سی ۸۳ (به انگلیسی: NGC 83) یک کهکشان بیضوی با قدر ظاهری ۱۴٫۲ است که در صورت فلکی زن برزنجیر قرار دارد.